# 高原町立高原小学校
高原町立高原小学校（たかはるちょうりつ たかはるしょうがっこう）は、宮崎県西諸県郡高原町大字西麓にある公立の小学校。

## 概要
歴史
1869年（明治2年）に開校した寺子屋式郷学校を源流に持つ。創立年は1874年（明治7年）。現校名となったのは1947年（昭和22年）。2024年（令和6年）に創立150周年を迎えた。
校章
1931年（昭和6年）に校歌とともに制定。五三の桐を背景にして、中央に校名の「高原」の文字（縦書き）を配している。
校歌
1931年（昭和6年）に校章とともに制定。歌詞は3番まであり、各番の歌詞中に校名の「高原校」が登場する。
通学区域
高原町のうち、「花堂区・蒲牟田区・上麓区・下麓区・出口区・鹿児山区（ただし越東班の一部を除く）・並木区・常盤台区・後谷班」。中学校区は高原町立高原中学校。

## 沿革
- 1869年（明治2年）8月 - 鹿児島藩庁漢学局授読のに有馬新右衛門により、旧・地蔵院跡（出口）に寺子屋風の郷学校が開校。
- 1871年（明治4年）12月10日 - 旧・地頭仮屋敷跡に移転。
- 1872年（明治5年）9月 - 校舎を新築の上、「高原学校」に改称。
- 1874年（明治7年）- 創立基準年
- 1876年（明治9年）8月 - 「高原小学校」に改称。
- 1877年（明治10年）- 西南の役により、一時休校。
- 1883年（明治16年）5月 - 狭野小学校を統合の上、分教場とする。
- 1886年（明治19年）- 小学校令施行により、簡易科（3年制）を設置の上、「簡易高原小学校」に改称。
- 1887年（明治20年）4月 - 蒲牟田分教場が「簡易蒲牟田小学校」として分離・独立。
- 1889年（明治22年）
  - 4月 - 尋常科（4年制）を設置の上、「尋常高原小学校」に改称。
  - 5月1日 -  西諸県郡4村（後川内、西麓、蒲牟田、広原）が合併の上、「高原村」が発足。
- 1892年（明治25年）
  - 5月9日 - 「高原尋常小学校」に改称。
  - 9月26日 - 「高原高等小学校」が創立（尋常小学校と併置ではなく、独立した形で創立）。
- 1908年（明治41年）4月1日
  - 高原尋常小学校と高原尋常小学校の2校を統合の上、「高原尋常高等小学校」に改称。
  - 改正小学校令により、尋常科（義務教育年限）が4年制から6年制に改められる。これにより、旧高等科1年を尋常科5年、旧高等科2年を尋常科6年、旧高等科3年を高等科1年、旧高等科4年を高等科2年に改める。
- 1914年（大正3年）- 在籍児童数が500名を超える。
- 1917年（大正6年）3月10日 - 現在地に移転を完了。3月10日を創立記念日に制定。
- 1918年（大正7年） - 農業補習学校を併設。
- 1931年（昭和6年）3月10日 - 校歌および校章を制定。
- 1932年（昭和7年）8月 - 教育後援会が発足。
- 1934年（昭和9年）10月5日 - 町制施行により、「高原町」が発足。
- 1935年（昭和10年）- 青年学校令施行により、高原青年学校が併置される。
- 1936年（昭和11年）7月 - 講堂を新築。校舎を増築。
- 1941年（昭和16年）4月1日 - 国民学校令施行により、「高原町高原国民学校」と改称。尋常科を初等科に改める。
- 1947年（昭和22年）- 学制改革が行われる（六・三制の実施）。
  - 4月1日 - 国民学校初等科は、新制小学校「高原町立高原小学校」（現校名）に改組・改称。
  - 5月8日 - 国民学校高等科は、青年学校普通科とともに、新制中学校「高原町立高原中学校」に改組・改称。
- 1950年（昭和25年）4月8日 - 常盤台分校を設置。3年生までを収容。
- 1952年（昭和27年）6月 - 木造校舎（本館）が完成。
- 1959年（昭和34年）4月 - 常盤台分校、全学年（6年生まで）を収容。
- 1961年（昭和36年）
  - 4月 - 学校給食を開始。
  - 11月 - プールが完成。
- 1962年（昭和37年）4月 - 特殊学級を設置。
- 1963年（昭和38年）3月 - 鉄骨造2階建て校舎（10教室）が完成。
- 1966年（昭和41年）4月1日 - 常盤台分校が分離の上、「高原町立常盤台小学校」として独立。
- 1970年（昭和45年）3月 - 鉄骨造2階建て校舎（10教室）が完成。
- 1971年（昭和46年）4月 - 旧町民体育館が小学校体育館として移管される。
- 1973年（昭和48年）4月1日 - 高原町立常盤台小学校を統合。
- 1974年（昭和49年）
  - 6月 - 管理棟が完成。
  - 11月15日 - 創立100周年記念式典を挙行。
- 1975年（昭和50年）3月 - 創立100周年記念タイムカプセルを埋設。
- 1977年（昭和52年）12月 - 樹齢100年を超える記念樹ケヤキを伐採。
- 1982年（昭和57年）3月 - 動物鎮魂碑を建立。
- 1984年（昭和59年）3月 - 新体育館が完成。
- 1988年（昭和63年）- 小中合同給食調理場が完成。
- 2001年（平成13年）3月 - 新プールが完成。
- 2010年（平成22年）2月 - 校舎等の耐震工事が完了。

旧・常盤台小学校（ときわだい）
- 1950年（昭和25年）
  - 4月8日 - 「高原町立高原小学校 常盤台分校」が設置される。3年生までを収容。児童数15名、職員数2名で発足。
  - 9月1日 - 1・2・3年生の複々式学級となる。
- 1953年（昭和28年）4月 - 1年普通学級、2・3年複式学級となる。
- 1956年（昭和31年）4月 - 校舎を増築。
- 1957年（昭和32年）4月 - 4年生までを収容。
- 1959年（昭和34年）
  - 4月 - 6年生までを収容。6学級編成。児童数137名。
  - 5月 - 校舎を増築。
- 1960年（昭和35年）3月 - 分校第1回卒業式を挙行。
- 1962年（昭和37年）4月 - 1・2年生複式学級となる。
- 1963年（昭和38年）
  - 3月 - 完全給食を開始。
  - 8月 - プールが完成。
- 1964年（昭和39年）4月 - 複式を解消。
- 1966年（昭和41年）
  - 4月1日 - 高原町立高原小学校から分離の上、「高原町立常盤台小学校」（最終名）として独立。初代校長には小川忠男が就任。
  - 6月 - 校章および校歌を制定。
- 1967年（昭和42年）1月 - 校地を造成。運動場を拡張。
- 1968年（昭和43年）3月 - 鉄骨造2階建て新校舎（6教室）が完成。
- 1972年（昭和47年）4月 - 3・4年複式学級となる。
- 1973年（昭和48年）
  - 3月25日 - 閉校式を挙行。
  - 3月31日 - 高原町立高原小学校への統合により、閉校。23年（独立7年）の歴史に幕を閉じる。
    - 最終所在地 - 宮崎県西諸県郡高原町大字広原5993番地7
    - 跡地の活用 - 校舎等は解体され、「常盤台活性化センター」として活用されている。
    - 校章 - 1966年（昭和41年）制定。
    - 校歌 - 1966年（昭和41年）制定。歌詞は3番まであり、各番の歌詞中に校名の「ときわだい」が登場する。

## 交通
最寄りの鉄道駅
- JR九州 吉都線 「高原駅」

最寄りのバス停留所
- 宮崎交通バス 「高原町役場前」停留所

最寄りの幹線道路
- 宮崎県道405号西麓小林線 「高原町役場入口」交差点
- 国道221号
- 国道223号
- 宮崎自動車道 「高原IC」

## 周辺
- 高原町立高原中学校
- 高原町総合運動公園
- 高原町役場
- 高原町中央公民館
- 高原病院
- 高原郵便局
- 宮崎銀行高原支店

## 参考資料
- 「高原町史」（1984年（昭和59年）10月5日, 宮崎県高原町）p.498～p.499（高原小学校）, p.508～p. 509（常盤台小学校）